# Reichard Zsigmond
Reichard Zsigmond (Székesfehérvár, 1863. április 26. – Budapest, 1916. április 8.) bíró, jogi szakíró.

## Élete
Reichard Móric és Deutsch Janka fia. A Budapesti Tudományegyetemen folytatta jogi tanulmányait. 1888-tól ügyvéd, 1894-től bíró, 1913-tól kúriai bíró. A büntetőjog mellett a közigazgatási bíráskodás kérdéseivel is foglalkozott. Cikkei főleg a Jogtudományi Közlönyben, a Jogászegyleti Értekezésekben és a Magyar Nyelvőrben jelentek meg. Halálát agyhártyagyulladás okozta.

## Családja
Felesége Grünhut Irén (1873–1944) volt, akit 1896. október 11-én Budapesten, a Terézvárosban vett nőül.
Gyermekei:
- Reichard László (1897–1945)[6] vegyészmérnök, a holokauszt áldozata. Felesége Keszler Márta.
- Reichard Anna (1900–1945)[7]  középiskolai tanárnő, a holokauszt áldozata.

## Főbb művei
- A jeltételes elítélés (Budapest, 1890)
- A közigazgatási bíróságok hatásköre (Budapest, 1891)
- Psychiatria és büntetőjog (Budapest, 1893)
- A közigazgatási bíróságok (Budapest, 1893)
- Az erkölcsi érzés (Budapest, 1894)
- A bűncselekmények osztályozása (Budapest, 1900)
- Tervezet a büntetőtörvény módosításához (Budapest, 1901)
- Az uzsora törvényjavaslatról (Budapest, 1908)